# Lois London
Lois London est une super-vilaine créée par Marvel Comics. Le personnage de fiction est apparue pour la première fois dans Dazzler #22, en 1982. Lorsqu'elle travaille pour Séléné, elle prend le nom de code Mortis.

## Biographie du personnage

### Origines
Née Lois Brown, Lois London est la demi-sœur de la mutante Dazzler. Les deux femmes ont pour mère Katherine Blaire, mais le père de Lois est Nicholas Brown, amant de Katherine. Enfant, elle vit son père battre sa mère et cette dernière sombrer peu à peu dans la drogue. Toutefois, la femme remonta la pente et s'enfuit avec la jeune fille.
Katherine changea de nom et se fit alors appeler Barbara London. La jeune Lois London reprit une vie normale, loin de la violence, sans savoir que sa demi-sœur était Dazzler, héroïne qu'elle adorait. Elle rencontra plus tard la chanteuse mutante qui la sauva d'une attaque de Malicia, à cette époque ennemie des X-Men.
Quelque temps plus tard, Lois fut assaillie de maux de tête. Après un concert de Dazzler, elle fut attaquée par un vieux clochard. Elle le repoussa de la main, et ce dernier s'écroula mort. Elle raconta l'évènement à sa sœur qui décida de la conduire à NYC. Mais les deux femmes reçurent des photos montrant la mort du clochard et elles furent contraintes de se rendre en Californie pour assassiner un homme. Là Elles découvrirent que la cible était Nicholas Brown et que le maître chanteur était son assistant. Déjouant son plan, la famille fut réunie.
Elle resta vivre avec son père, qui avait beaucoup travaillé sur lui-même et était devenu un homme généreux. Alison n'admettait pas le passé et elle partit. Les deux sœurs coupèrent les ponts.

### Necrosha
Hantée par des visions de l'homme qu'elle avait tué pendant sa jeunesse, et folle de jalousie envers Dazzler travaillant à l'amélioration des droits des mutants à San Francisco, Lois retrouva son père à son bureau. Ce dernier avait replongé dans l'alcool et il l'agressa. Elle le tua pour se protéger. Il s'avère qu'il s'agissait d'un plan de Séléné pour approcher la mutante et la forcer à accepter ses pouvoirs comme un don et une source de plaisir. L'Externelle la recruta alors, sous le nom de Mortis.
Le groupe commandé par Séléné partit pour Rome, puis pour NYC où il massacra la branche locale du Club des Damnés.
Lors d'une mission commando sur Utopia pour retrouver une dague sacrée pour Séléné, elle affronta les X-Men et leurs alliés. Elle tua Diamond Lil d'un simple contact. De retour sur Necrosha, où Facteur-X les avait suivis, elle fut égorgée par Félina.

## Pouvoirs et capacités
Lois London est une mutante dont les mains génèrent un champ disrupteur, en cas de stress. Sur un être vivant, l'effet est mortel par simple contact, stoppant le cœur comme le ferait une crise cardiaque. La matière inorganique touchée se désagrège lentement.